# Joyette
Joyette è uno yacht a vela. Una delle prime dieci imbarcazioni progettata da Charles Ernest Nicholson, dopo un lunghissimo periodo di navigazione è stata sottoposta a tre restauri nel 1966, 1987 e nel 2010.

## Caratteristiche
Yacht progettato da Charles Ernest Nicholson che lo considerava il suo "prettiest design", era stato commissionato per le regate nelle acque del Solent. Costruita negli anni in cui erano in auge barche strette di baglio, a grande pescaggio, che rendevano il meglio nelle andature al traverso o di bolina larga. Concepito come un ketch aurico, nel corso dei vari lavori di rifacimento è stato modificato perdendo l'armamento originale e trasformandolo in una goletta a vela bermudiana.

## Storia
"Joyette" è nata con il nome di Almara, che ha mantenuto per soli due anni, venne progettata da Charles Ernest Nicholson  nel 1906 e varata un solo anno più tardi nei Cantieri Camper & Nicholsons a Gosport in Inghilterra. 
Il primo proprietario fu il Maggiore Calverley, amante della vela, che la iscrisse al Royal Yacht Squadron di Cowes; successivamente passò di proprietà di Sir Osborne Hondell il quale la fece navigare per trent'anni mantenendo pressoché inalterata l'imbarcazione. L'unica modifica apportata consiste nell'aggiunta di un motore a petrolio poiché l'imbarcazione era stata progettata per navigare esclusivamente a vela.
Tra il 1966 e il 1968 i Cantieri Camper & Nicholsons restaurarono l'imbarcazione, dopo che passò in mano a un imprenditore italiano, apportando numerose modifiche: vennero accorciati la poppa e gli alberi e aggiunti numerosi elementi. Non vennero toccati dai lavori gli interni e le attrezzature del ponte.
Nel 1987 il successivo armatore decise di effettuare una ricerca storica sull'imbarcazione per restaurarla e riportarla all'antico splendore. Si recò in Inghilterrà dove scoprì che Joyette era una delle barche più famose della flotta disegnata da Charles Ernest Nicholson. Recuperò quindi i disegni originali dal National Maritime Museum di Greenwich, le informazioni sulla costruzione ai cantieri Camper & Nicholsons e le foto originali d'epoca da Beken of Cowes. Il cantiere Valdettaro alle Grazie e il Cantiere Amico di Genova si occuparono dei lavori di restauro restituendo in buona parte l'aspetto originale dello yacht.
Negli anni successivi Joyette ha partecipato ad alcune regate guidata anche dal Comandante Basile facendosi notare per le sue linee d'altri tempi fino a che non è passata a un nuovo proprietario. Questi iniziò gli imponenti lavori di ristrutturazione nel 2010 presso i Cantieri Navali di Sestri su progetto dell'architetto milanese Matteo Picchio. Le tavole prodotte finalizzate al ripristino mostrano l'intento di riportare l'imbarcazione al suo aspetto originario seguendo i principi del restauro filologico. A causa di problemi economici dell'armatore i lavori non sono stati portati a termine e Joyette è rimasta in condizioni di abbandono fino al 2013 quando, acquistata da un nuovo armatore, è stata spostata nei Cantieri Postiglione per portare a termine i lavori iniziati tre anni prima.